# 寶珣
宝珣（1815年—1878年），字东山，室名味經書屋，马佳氏，满洲镶黄旗人，清朝政治人物。道光丁酉科舉人，辛丑科進士。

## 生平
中进士后欽點兵部主事，官至盛京戶部侍郎，奉天府尹，内阁学士，盛京將軍，兵部右侍郎、山海關副都统等职。

## 家庭及关联
- 父亲昇寅，嘉庆庚申举人，礼部尚书，谥勤直；
- 弟弟寶琳，直隶保定府知府；
- 嫡妻吳郎漢吉爾們氏，嘉庆己巳进士、浙江布政使吉恒之女；
- 继妻瓜尔佳氏，闽浙总督玉德之孙女，驻藏帮办大臣斌良之女，文华殿大学士、文端公桂良之侄女；
- 女儿为奉恩镇国公奕詢嫡夫人；[3]
- 侄子紹英，度支部左侍郎、内务府大臣，紹諴，驻藏帮办大臣；
- 承继子紹祺，咸丰丙辰进士，礼部尚书；
- 承繼孙女马佳氏，已革和碩莊親王載勛继福晋；
- 堂亲延譽，同治戊辰进士，湖南知县；
- 堂亲愛興阿，光绪乙未进士，四川知县；